# Себедражје
Себедражје (слч. Sebedražie) насељено је мјесто са административним статусом сеоске општине (слч. obec) у округу Прјевидза, у Тренчинском крају, Словачка Република.

## Становништво
| Година:    | 1994. | 2004.   | 2014.   | 2024.   |
| ---------- | ----- | ------- | ------- | ------- |
| Број људи: | 1666  | 1726    | 1771    | 1666    |
| Разлика:   |       | +3,60 % | +2,60 % | -5,92 % |

| Година:    | 2023. | 2024.   |
| ---------- | ----- | ------- |
| Број људи: | 1688  | 1666    |
| Разлика:   |       | -1,30 % |

Према подацима о броју становника из 2011. године насеље је имало 1.716 становника.